# Шотландски танц (филм, 1894)
„Шотландски танц“ (на английски: Highland Dance) е американски късометражен ням филм от 1894 година, заснет от режисьора Уилям Кенеди Диксън в студиото Блек Мария при лабораториите на Томас Едисън в Ню Джърси. Кадри от филма не са достигнали до наши дни и той се смята за изгубен.

## Сюжет
Двойка изпълнява пред камерата шотландски танц.

## Реализация
„Шотландски танц“ е част от групата филми, излъчвани пред публика с цел печалба в отворения на 14 април 1894 година от братята Холанд киносалон на Бродуей в Ню Йорк.